# Fable Heroes
Fable Heroes è un videogioco della serie Fable. A differenza dei precedenti titoli non è un videogioco di ruolo, ma uno sparatutto. È stato annunciato durante l'Xbox Spring Showcase 2012 attraverso un trailer di presentazione. Il gioco, sviluppato dalla Lionhead Studios e pubblicato dalla Microsoft Studios per Xbox Live Arcade, è stato pubblicato il 2 maggio 2012.